# 코자크 더누터

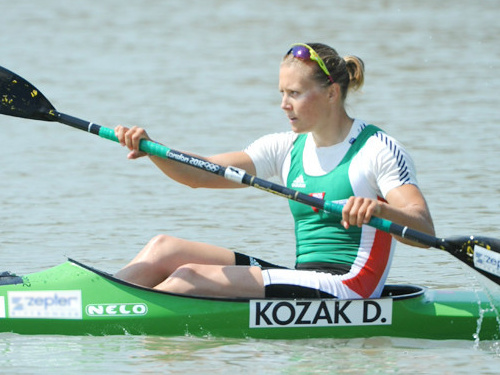
코자크 더누터

코자크 더누터(Kozák Danuta, 1987년 1월 11일~)는 헝가리의 스프린트 카누 선수이다. 올림픽 금메달 6개, 은메달 1개, 동메달 1개를 획득했다. 2016년 리우데자네이루 올림픽에서 3개의 금메달을 획득했는데, 같은 올림픽에서 K1, K2 및 K4에서 우승한 유일한 여자 선수이다.
코자크는 2000년대 후반부터 경기에 출전했다. 2008년 베이징 올림픽에서 K4 500m 종목에서 은메달을 획득했다. 그 후 코자크는 2012년 런던 올림픽에서 헝가리 대표로 서보 거브리엘러, 코바치 커털린, 퍼제커시-주르 크리스티너와 함께 카약 포(K4) 500m 단체전에서 금메달을 획득했다. 리우데자네이루 올림픽에서는 카약 싱글(K1) 500m에서도 금메달을 획득했다. 리우데자네이루 올림픽에서는 카약 싱글(K1) 500m, 카약 페어(K2) 500m, 카약 포(K4) 500m에서 3개의 금메달을 획득했는데, 이는 대회 하루 전 복부 감염으로 인한 부상과 겹친 결과였다. 이 두 번의 우승으로 그녀는 헝가리 카누 선수 중 가장 성공한 선수이자 같은 올림픽에서 K1, K2, K4를 모두 우승한 유일한 여성 선수로 기록된다.